# Stiftsmälzerei

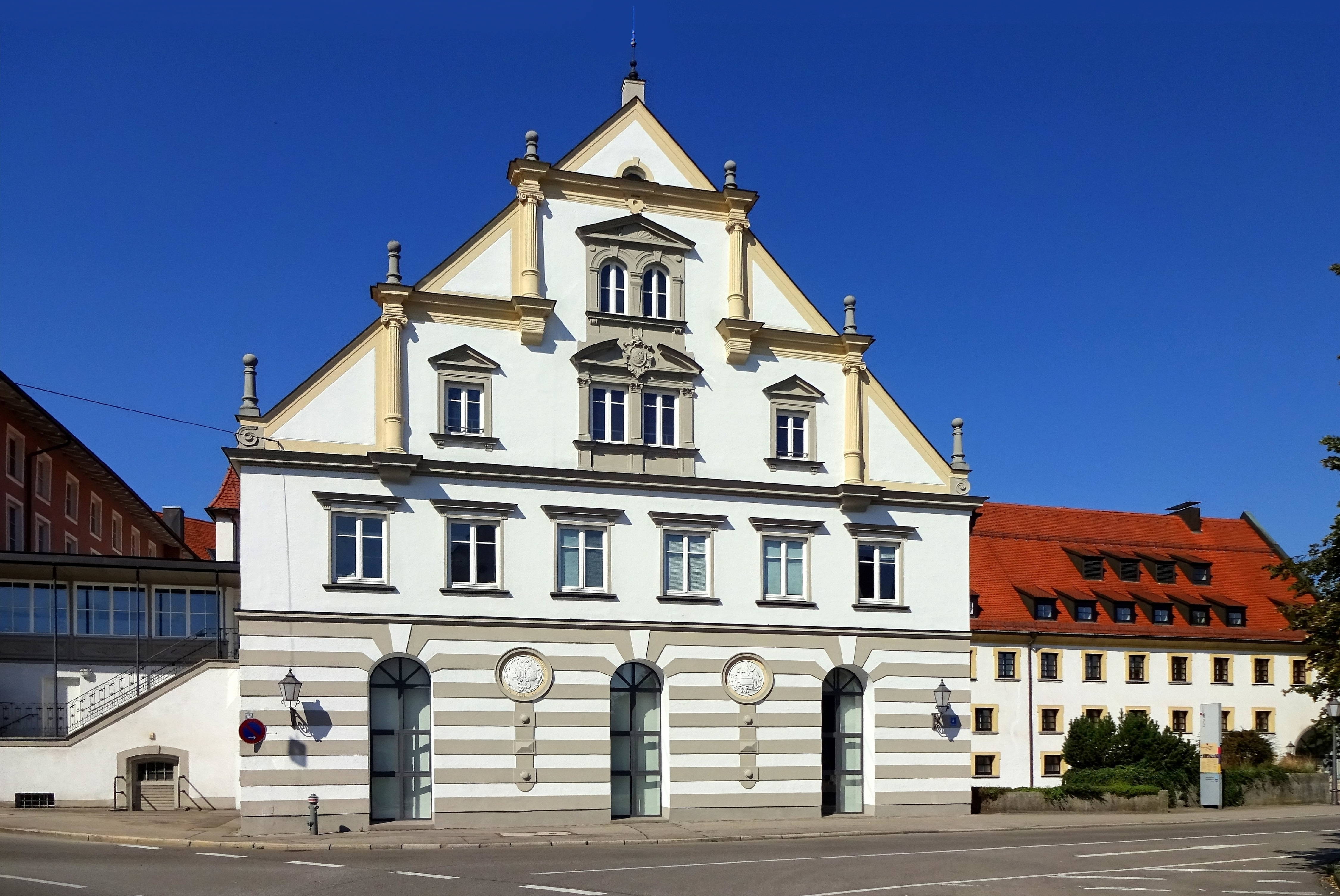
Stiftsmälzerei in Kempten

Die Stiftsmälzerei (auch Neues Brauhaus oder Neues Bräuhaus) ist ein unter Fürstabt Rupert von Neuenstein im Jahr 1788 nach einem Brand des Alten Brauhauses vollendetes Bauwerk in Kempten (Allgäu). Es war neben dem Marstall und Kornhaus ein weiterer Teil des großen Wirtschaftsbereiches des Fürststifts Kempten. Ursprünglich sollte dieses denkmalgeschützte Bauwerk mit dem Marstall als eine Einheit erbaut werden und ein dreihöfiges Wirtschaftsareal des Stifts ergeben.
Die Anschriften lauten Memminger Straße 5 und Bräuhausberg 4.

## Beschreibung und Geschichte

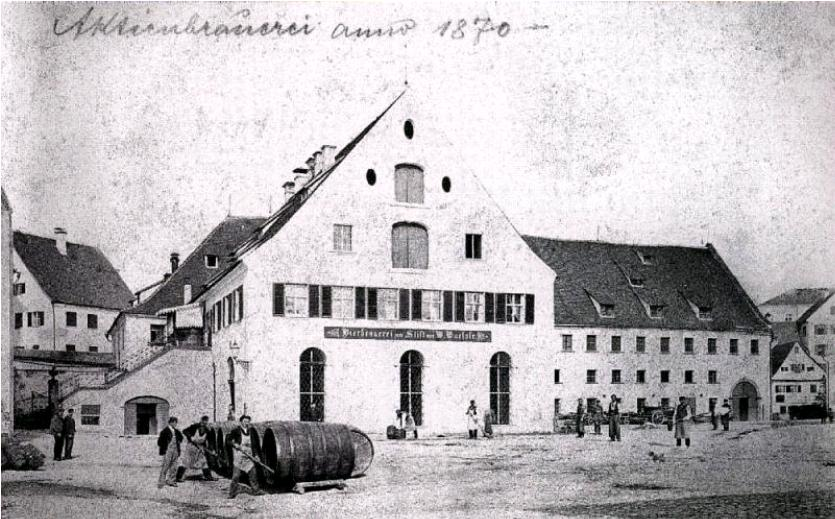
Das Gebäude um 1870

Die winkelförmige Anlage hat einen langen, dreigeschossigen Westflügel mit einem segmentbogigen Ausbau an der Westseite. Die Giebelseite des rechtwinkligen Südparts hat eine reiche Gliederung mit Neurenaissancedetails aus dem 19. Jahrhundert.
Das Gebäude wurde auf dem versumpften Entenmoos erbaut, 1812 wurde es an die Churfürstenwitwe Maria Leopoldina von Österreich-Este verkauft. 1823 erwarb die Stiftsmälzerei der Braumeister Martin Leichtle. 1888 entstand daraus die Aktienbrauerei Kempten. 1921 erwarb das Allgäuer Brauhaus das Gebäude und verwendete es bis 1954 als Mälzerei. Nachdem das Gebäude über Jahrzehnte vernachlässigt worden war, richtete man nach einer Instandsetzungsmaßnahme 1981 eine Sing- und Musikschule in der ehemaligen Stiftsmälzerei ein. Heute (Stand: 8. Dezember 2011) unterrichten 35 Lehrkräfte etwa 1.000 Schüler in der Sing- und Musikschule Kempten. Im selben Gebäude befindet sich ebenso seit 1981 die Kunsthalle mit abwechselnden Ausstellungen von Kunstwerken regionaler und auch überregionaler Kunstschaffender.

## Kunsthalle Kempten (Stiftsmälzerei)
Seit einigen Jahren finden in der Kunsthalle Kempten regelmäßig Ausstellungen zur zeitgenössischen Kunst statt. Die von einem Kreuzgewölbe überspannte Halle bietet einen Ort für Sonderausstellungen, welche durch das städtische Kulturamt organisiert werden, und ist eine Plattform für Präsentationen freier Kunstschaffender aus Kempten und darüber hinaus. Zudem finden Ausstellungen im Rahmen des sog. Kunsthallen Stipendiums statt.

## Ausstellungen (Kunsthalle Kempten)
- 2011 Ulrich Wulff, Hank Schmidt in der Beek, Thomas Winkler et al., European Fine Art
- 2017 Silvia Jung Wiesenmayer u. Bertram Schilling: Map, Mind, Memory
- 2017 Marcel Große u. Daniel Engelbert: Eins zu Eins
- 2017 Annette C. Halm: When madness is a Luxury
- 2018 Kathrin Ganser: terrestre
- 2018 Julia Miorin: Instrumentarien
- 2018 Julia Frankenberg: Rückwärts den Berg hinauf
- 2018 Jan Hendrik Pelz: Retrospektive
- 2018 Jens Volbach: Loot, Craft, Repeat
- 2019 Florian Rautenberg: Draggonkings Regrut